# NGC 7801
NGC 7801 је група звезда у сазвежђу Касиопеја која се налази на NGC листи објеката дубоког неба.
Деклинација објекта је + 50° 44' 24" а ректасцензија 0h 0m 23,0s. Привидна величина (магнитуда) објекта NGC 7801 износи 12,6.